# Fædrelandet (1939-1945)
 Denne artikel omhandler den nazistiske avis af dette navn. Opslagsordet har også en anden betydning, se Fædrelandet (1834-82).
Fædrelandet var navnet på en dansk nazistisk avis, der udkom fra 9. januar 1939 til 4. maj 1945.
Avisen blev startet som DNSAP's officielle partiorgan i form af et aktieselskab af 30. december 1938 på initiativ af H.C. Bryld i samarbejde med C.C. Steen-Rasmussen, V. Fischer og J. Schmidt og udkom første gang 9. januar 1939 fra Mazantigade 10 i Kolding. Redaktionen blev den 21. oktober samme år flyttet til København. Fra og med det tidspunkt var avisens lokaler og trykkeri beliggende i Sankt Annæ Passage på adressen Store Kongensgade 40C.

## Redaktionel linje
Avisens faste temaer var udskældning af demokratiske politikere, fremførelse af antisemitiske synspunkter, forsvar for besættelsesmagtens indgreb, advarsler mod sabotage, støtte til hvervning til tysk krigstjeneste og forherligelse af den tyske hærs sejre. Efter besættelsen agiterede bladet for en nazistisk magtovertagelse og drev under hele besættelsen angiveri. 

## Bestyrelse, redaktører, journalister og andre skribenter
I de første år var DNSAP's propagandaleder H.C. Bryld formand for avisens bestyrelse; de øvrige medlemmer var fabrikant C. Fischer, godsejer lensgreve H.C. Schimmelmann, Hans Johansen og redaktør Carl Christian Thorvald Steen-Rasmussen. Ved en økonomisk rekonstruktion 16. maj 1941 blev godsejer Schimmelmann indsat som bestyrelsesformand i stedet for H.C. Bryld, der dog forblev medlem af bestyrelsen.
Avisens redaktører var Carl Christian Thorvald Steen-Rasmussen i 1939, Axel Høyer i 1939-1940 og Helge Bangsted i 1940-1945.
Blandt avisens journalister og andre skribenter var bl.a. Erling Bache, Thorkild Barfod, Harald Bergstedt, Hans Bjerregaard, Christen P. Christensen, Olga Eggers, Kjeld Helweg-Larsen, Harald Henriksen (økonomisk medarbejder), Gudmund Hentze (kulturmedarbejder), Bent Holstein, Viggo von Holstein-Rathlou, Peter Jerndorf-Jessen (Berlinkorrespondent), Frede Jordan, Sidney Møller (militærmedarbejder), Edvard Nielsen-Stevns, Poul Nordahl-Petersen, Knud Nordentoft, Harry Nørup, Lauritz Skov, pastor Erik Johannes Strøbeck, Hans Spanheimer (sportsmedarbejder), Jens Strøm, Harald Tandrup og Christen Johannes Vibensgaard.
17 faste journalister og et stort antal freelance-medarbejdere ved Fædrelandet blev dømt under retsopgøret.

## Oplagstal og økonomi
Før besættelsen var avisens oplagstal mellem 3.000 og 4.000. Efter besættelsen voksede oplagstallet til omkring 11.000 eksemplarer. I 1943 nåede avisen et oplagstal på 14.000.
Aktieselskabet bag Fædrelandet kunne ved stiftelsen mønstre en aktiekapital på 17.000 kr., hvoraf størstedelen var indskudt af H.C. Bryld. I forbindelse med den bekostelige flytning af avisen til København, herunder indkøb af en ny rotationspresse, optog man et banklån på 20.000 kr. og fik etableret en kassekredit på 50.000 kr. Det var imidlertid vanskeligt at få avisens økonomi til at hænge sammen, og man havde ved udgangen af 1939 et underskud på 133.000 kr. Situationen udløste en kontant tysk støtte til avisen - en støtte, der i august 1940 voksede via betydelige støttebeløb til DNSAP. Alligevel havde avisen ved udgangen af 1940 et underskud på 408.000 kr., hvilket var langt værre, end hvad H.C. Bryld havde givet tyskerne indtryk af. Ved en økonomisk rekonstruktion 16. maj 1941 blev avisens aktiekapital udvidet med 300.000 kr. samtidig med, at et tysk investeringsselskab overtog  størstedelen af aktiekapitalen.

## Løsgørelse fra DNSAP
Avisen var frem til 23. maj 1943 partiavis for DNSAP. I forbindelse med løsgørelsen fra partiet var forfatteren Louis von Kohl i maj-juni måned i redaktionen.

## Ophør
Fædrelandet ophørte den 4. maj 1945. Avisens redaktionslokaler og trykkeri i Store Kongensgade blev på befrielsesnatten overtaget af Dagbladet Information og Dansk Samlings Morgenbladet.